# 225. letka bojového zabezpečení
225. letka bojového zabezpečení  je součástí Vzdušných sil Armády České republiky v rámci 22. základny vrtulníkového letectva na letišti Náměšť nad Oslavou.
Velitelem letky je podplukovník Pavel Kříž. Předchozími veliteli byli pplk. Radek Pilař a pplk. Aleš Cápal.

## Hlavní úkoly
225. letka bojového zabezpečení je určena k realizaci úkolů bojového zabezpečení 22.zVrL a k podpoře národních nebo aliančních sil určenými prostředky. Má:
- poskytovat předsunuté letecké návodčí (FAC) manévrovým pozemním jednotkám vlastních nebo koaličních sil,
- poskytovat důstojníka pro koordinaci palby (FSCO) útvarům pozemních sil,
- podílet se na zabezpečení letového provozu silami LHJ a SBiOL,
- v krizových situacích provádět součinnost se složkami IZS,
- plnit úkoly dozorčí a strážní služby, ochrany a obrany letiště silami roty ochrany a roty operátorů PCO,
- vyčleňovat síly na podporu národních a mezinárodních operací (až 8x skupina FAC, 4x řidič, 1x strážní družstvo, 1x družstvo hasičů s cisternou, 1x specialista chbpz).

## Jednotky 225. letky
- Rota ochrany
- Roty předsunutých leteckých návodčí (Forward Air Controllers, FAC)
- Letištní hasičská jednotka (LHJ)
- Stanice biologické ochrany letiště (SBiOL)
- Rota bojového zabezpečení Aktivních záloh (od 1. ledna 2017)

### Rota bojového zabezpečení Aktivních záloh
K 1.1.2017 vznikla u 22. základny vrtulníkového letectva Rota bojového zabezpečení Aktivních záloh. Ta spadá do podřízenosti 225. letky bojové zabezpečení. Sestává ze dvou strážních čet,  chemické čety a hospodářské čety. Rota celkem čítá 98 tabulkových míst, z toho 3 pro VZP a 95 pro příslušníky AZ.
Velitelem roty je kpt. Ing. Martin Lojda.